# 葉爾辛效應
葉利欽效應為蘇聯及中華民國歷史上一政治現象。當國家元首與地方首長之民意基礎過於相近，使地方首長與國家元首的政治實力可能並駕齊驅，甚至凌駕後者之上，危及中央政府與地方政府權力制衡，或地方政府凌駕中央政府權威，導致中央政府失去統治權威，危及政權的認受性。其名源於首任俄羅斯總統鲍里斯·叶利钦（Борис Николаевич Ельцин）在蘇聯末期之政治活動，而隨後因與中華民國在民主化時期中華民國政治之高度相似性而經常在臺灣被提及。

## 沿革
「葉爾辛效應」一詞來自1991年的蘇聯政治局勢。當時的蘇聯行政區劃將全蘇聯劃分為15個加盟共和國，而最大的加盟共和國俄羅斯蘇維埃聯邦社會主義共和國佔蘇聯一半以上之人口（51.40%）以及四分之三以上之土地面積（76.62%）。1985年3月，戈巴契夫（Михаил Сергеевич Горбачёв）就任蘇聯共產黨中央委員會總書記上台執政後推動政治改革，透過修憲改組蘇聯國家機關，並將部分中央權力下放給予各加盟共和國。1989年，全蘇聯舉行選舉選出代表組成蘇聯人民代表大會。1990年3月14日，蘇聯人民代表集會選舉戈巴契夫為蘇聯總統。1991年6月12日，蘇聯最大加盟國的俄羅斯進行了首次總統全民直選，已退出蘇聯共產黨的葉爾辛（Борис Николаевич Ельцин）以無黨籍身分獲得57%的得票率當選首任俄羅斯總統。而蘇聯總統戈巴契夫屬意的蘇聯共產黨籍雷日科夫僅獲得16%選票。
由於做為國家元首的蘇聯總統戈巴契夫為間接選舉選出，與直接選舉選出之苏俄總統葉爾辛相較，其正當性及民意基礎不足。1991年8月，反對戈巴契夫改革之蘇聯保守派發動軍事政變（八一九事件），事件之初葉爾辛即公開號召民眾反對政變支持改革，此使得政變失敗後葉爾辛之政聲望蓋過了戈巴契夫。事件平息後，葉爾辛以俄羅斯總統命令公告蘇聯共產黨为非法组织，限制其在俄羅斯境内的活动。戈巴契夫被迫辞去蘇聯共產黨總書記的职务，并「建议」蘇聯共產黨中央委員會自行解散，让下属各党组织自寻出路。四個月後，已無實際權力的戈巴契夫被迫辞去蘇聯總統，蘇聯解體。

## 影響
1990年代之蘇聯政治事件深深影響了同時也在進行臺灣民主化改革的中華民國政府，「葉爾辛效應」一詞在台灣政治與中華民國政治中時常被提起。尤其以1994年臺灣省省長開放直接民選後，至1996年中華民國總統改為直接民選前，中華民國總統與臺灣省省長之關係極度類似1991年的蘇聯總統與俄羅斯總統。
1949年12月，鑑於第二次國共內戰中之不利形勢，中華民國政府遷往其甫於1945年第二次世界大战後代表盟軍自日本佔領之領土臺灣的首府臺北市。進入1950年代後戰事漸歇，中國國民黨領導的中華民國政府與中国共产党領導的中華人民共和國政府隔台灣海峽兩岸分治的格局形成。經歷國民黨因一黨獨大所造成實際上的黨國體制在臺灣地區四十餘年的高壓統治，總統李登輝領導的中華民國政府於1990年代進行民主改革。1991年5月公告廢止《動員戡亂時期臨時條款》，終止動員戡亂時期；並通過《中華民國憲法增修條文》作為維持國家統一前法統維持之依據及翌年國會全面改選之基礎(第一次增修)。完全由自由地區人民選出之第二屆國民大會繼續進行憲政改革，並通過直接選舉產生作為全國一級行政區首長之省長、直轄市市長之憲法增修條文（第二次增修）。
| 行政區域 | 行政區域 | 人口       | 人口比例 | 面積（km²） | 面積比例 |
| -------- | -------- | ---------- | -------- | ----------- | -------- |
| 省       | 臺灣省   | 17,055,966 | 80.537%  | 35,580.7870 | 98.318%  |
| 省       | 福建省   | 52,082     | 0.246%   | 180.4560    | 0.499%   |
| 直轄市   | 臺北市   | 2,653,578  | 12.530%  | 271.7997    | 0.751%   |
| 直轄市   | 高雄市   | 1,416,248  | 6.687%   | 156.4623    | 0.432%   |
| 總計     | 總計     | 21,177,874 | 100.000% | 36,189.5050 | 100.000% |

但在隨後之修憲討論中亦注意到1991年蘇聯的政治事件，由於當時中華民國政府實際管轄領土之範圍與臺灣省高度重疊，後者佔有前者高達98%以上之土地面積與80%以上之人口，直選產生的臺灣省省長之權力基礎已有與非直選的中華民國總統相抗衡之勢，與1991年的蘇聯政治局勢極度相似。因此，經過在野黨民主進步黨之爭取，以及執政黨國民黨黨內之討論與折衝後，第二屆國民大會於1994年7月再度修憲（第三次增修），將作為國家元首的中華民國總統改為由中華民國自由地區人民直接選舉產生。該修憲案緊隨第二屆立法院依第二次增修意旨所制定規範省長直選之《省縣自治法》之後公告，減輕省市長直選後政局不穩之可能性。
全國於1994年12月3日舉行了第一屆省長與直轄市長選舉，其中臺灣省省長選舉由國民黨提名之侯選人宋楚瑜以412萬票（56%）高票當選。相比當時身兼總統及國民黨主席的李登輝由國民大會以間接選舉的形式選出，且當時選舉之多數國民大會代表已近42年未改選，被譏為「萬年國會」，實際民意基礎十分薄弱。但此情形隨即在1996年3月以直接選舉形式舉行第九任總統選舉，李登輝以581萬票（54%）高票連任總統後獲得緩解。
| 國家                | 國家         | 苏联（1991年） | 中華民國（1995年） |
| 政治改革內容        | 政治改革內容 | 戈巴契夫主導的蘇聯政治改革， 由蘇聯共產黨一黨專政黨國體制改為多黨自由民主制                                                                  | 李登輝主導的臺灣民主化改革， 由中國國民黨一黨獨大黨國體制改為多黨自由民主制 |
| 中央政府 領導人     | 姓名         | 米哈伊尔·戈尔巴乔夫 | 李登輝 |
| 中央政府 領導人     | 職稱         | 蘇聯總統兼蘇聯共產黨中央委員會總書記 | 中華民國總統兼中國國民黨主席 |
| 中央政府 領導人     | 產生方式     | 由蘇聯人民代表大會間接選舉產生（1990年蘇聯總統選舉）                                                                                         | 由國民大會間接選舉產生（1990年中華民國總統選舉） |
| 主要行政區          | 主要行政區   | 俄羅斯蘇維埃聯邦社會主義共和國 （佔全國51.40%之人口以及76.62%之土地面積）                                                                    | 臺灣省 （佔全國80.54%之人口以及98.32%之土地面積） |
| 主要行政區 地方首長 | 姓名         | 鲍里斯·叶利钦 | 宋楚瑜 |
| 主要行政區 地方首長 | 職稱         | 蘇俄總統；原為蘇聯共產黨籍但於1990年退出 | 臺灣省政府主席；中國國民黨籍 |
| 主要行政區 地方首長 | 產生方式     | 由直接選舉產生（1991年俄罗斯总统选举） | 由直接選舉產生（1994年中華民國省市長暨省市議員選舉） |
| 後續結果            | 後續結果     | - 1991年6月，蘇俄政府與蘇聯中央政府衝突加劇。 - 1991年8月，蘇聯保守派發動八一九事件軍事政變失敗。 - 1991年12月，蘇聯解體，政治改革宣告失敗。 | - 1996年，由中華民國自由地區人民直接選舉產生新一任中華民國總統。 - 1998年，實行臺灣省虛級化，臺灣省省主席改由中央政府派任，並精簡省級機關組織。 - 2018年，行政院院長未再提請總統任命臺灣省政府委員、主席與臺灣省諮議會諮議員、諮議長，未再編列其次年度預算至今。 |

1996年李登輝在直接選舉中連任總統後，針對地方制度召集國家發展會議並邀集國內各黨派參與討論。會中達成了將省制虛級化的共識，以兼顧政治體制穩定度與簡化地方行政層級。1997年7月，第三屆國民大會通過憲法修正案，加入精省之相關條款（第四次增修），而隨後第三屆立法院於1998年10月據以制定《臺灣省政府功能業務與組織調整暫行條例》做為改制之法源。該條例中明定「臺灣省政府為行政院派出機關」且其人事「由行政院院長提請總統任命之」。1998年12月21日該條例生效，省長宋楚瑜任期屆滿，實行省制虛級化。大多數臺灣省政府原有權力凍結，移撥中央政府，多數省政府局廳與其他省屬機關均改隸相關之中央政府部會或改制。臺灣省政府主席改由中央政府派任，不具民意基礎。可能因「葉爾辛效應」引發政局不穩之因素被完全根除。
臺灣省政府業務與組織的調整進行了數年，至2000年代初期方完成與中央政府的交接。隨後已經虛級化之臺灣省政府又歷經了數次人事與組織精簡。2018年6月，行政院院長賴清德宣布將進行省級機關「去任務化」，自2019年1月起，臺灣省政府、臺灣省諮議會與福建省政府業務與員額全數移交相關中央政府部會，不再編列省級機關預算。省制機關至此無實際辦公處所，僅依照憲法增修條文規定，保留機關名稱與省政府主席、省諮議會諮議長職稱，但實際上不再任命。

## 其他例子

### 中華民國
自中華民國政府遷臺以來，因中央與省管轄範圍大幅重疊，即不斷有行政區重劃之討論，而有1990年代臺灣與蘇聯政局中之經驗（見以上段落所述），「葉爾辛效應」時常出現於相關討論之中。2010年12月，縣市改制直轄市固然未有當初省長直選的衝擊來的大，然而直選後的中華民國總統絕大多數皆有直轄市市長經歷，在多直轄市的格局成形後，將可能有以下影響：
1. 有實力競爭國家元首的政治人物變多。
2. 原有的縣市長實力難以與中央政府抗衡，能夠和中央政府抗衡的不外乎民選的省長以及當時的臺北市市長、高雄市市長，然而在精省後僅餘直轄市市長，復因直轄市市長人數的增加，中央政府對地方政府的掌握力量必相對減少，民選的直轄市市長（包括臺北市市長、新北市市長、臺中市市長、臺南市市長、高雄市市長和桃園市市長）因有民意基礎，能夠抗衡中央政府。當地方政府和中央政府同屬相同的執政黨時，中央政府推行的政令阻力相對較低，如馬英九在2008年總統選舉當選上任至2014年九合一選舉前，國民黨在大部分縣市擁有執政權，因而得以容易推行政令；蔡英文在2016年總統選舉當選上任至2018年九合一選舉前，民進黨在大部分縣市擁有執政權，則得以容易推行政令。

除此之外，「葉爾辛效應」也時常在「北北基合併」討論中被提及。臺北都會區含括臺北市、新北市、基隆市等三市，其生活圈相近加上城市發展早已融合，臺北市市長、新北市市長常提及為區域發展應合併三市以利整合的構想。然而三市合併後人口超過七百萬，將近全國人口三分之一，因此有葉爾辛效應或對行政區劃適當性、區域發展失衡的疑慮而有反對者，時任內政部部長李鴻源、時任新北市市長朱立倫均表示合併不會發生葉爾辛效應，最終沒有合併。

### 香港
在2012年至1999年前，香港的市政事務分別由獨立的市政局和區域市政局負責管理，對香港特區政府的行政權力形成制衡；加上市政局、區域市政局議員大部分是民選產生，與由選舉委員會成員選出的行政長官相比有更大的民意代表性，甚至有官員認為民選議員會為政府施政造成威脅。
在2012年至2021年期間，立法會設有五個區議會（第二）功能界別議席，由不屬任何傳統功能組別的三百多萬選民一人一票選出。由於民意基礎雄厚、正當性強，過往候選人亦須得到約20萬至50萬票才能當選，相比於小圈子選舉間接產生的行政長官具有更大的代表性，因此有傳媒認為五名「超級區議員」將帶來特區政府的葉爾辛效應。

### 英國
英國首相本身為國會下議院議員，由所屬選區選出。首相身兼執政黨黨魁，由合資格黨員不定期選出，故其民意基礎較小。但在約五年一度的大選時，選民投票給首相所屬政黨相當於投票給首相，而首相在獲得下議院多數支持後再由英國現任君主任命。而目前倫敦市長則由居民直接選出，2000年起方有市長直選。大倫敦地區則有約750萬人口，佔英國列島總人口的十分之一以上。但不同的是，議會制國家選民投給所在選區的政黨候選人，之後根據各政黨候選人在各個選區的得票數分配議會席次，只要是全國大選，由議會中獲得最多席次的政黨組閣會有認受性。首相代表全英國和英國海外領土，倫敦市長只代表大倫敦，此外，大倫敦的各自治地方議會亦擁有不少權力。

### 美國
美國總統由普選票選出的選舉人團選出，州長則是全民直選產生。加利福尼亞州是美國最大的州，民選的州長同擁有州的行政權，可以與總統抗衡。較大的美國州份，如加利福尼亞州、德克薩斯州、佛羅里達州和紐約州等主要的州份，州長的行政權力可與總統匹敵，形成與總統的分庭抗禮。但其憲法保障總統擁有最高行政權。

## 解方

### 中華民國
中華民國政府容許省轄之縣市依《地方制度法》升格為直轄市或與其他直轄市合併升格，歷經1967年的臺北市、1979年的高雄市與2010年中華民國縣市改制直轄市後，臺灣省面積佔政府實際管轄區域全境的72.75%，而人口則佔39.85%。
根據2007年5月23日修正公布之《地方制度法》第四條規定，人口超過二百萬之縣，在尚未升格為直轄市之前或政治、經濟、文化及都會區域發展條件未符合改制直轄市時，經行政院核定，得準用相當於直轄市的編制與財稅等規定，俗稱「準直轄市」，但實際上仍為「縣」的地位，並非正式行政區劃。該法規生效時，只有臺北縣一縣準用，後來桃園縣亦準用，二者今皆已升格為直轄市。

### 香港
1999年，時任特首董建華決定解散市政局及區域市政局，並由兩個政府部門（康樂及文化事務署和食物環境衛生署）取代，至此特區政府完全掌握市政事務並不受民選代表監督。
2021年，區議會（第二）議席隨中華人民共和國全國人民代表大會以「愛國者治港」要求「完善」選舉制度而廢除；反之，負責選出行政長官的選舉委員會則被賦權選出40名立法會議員，變相削弱立法會的民意代表性和民主制度。

### 法國
法國政治的架構來看，大區主席雖然並未有太大的權限，然而地方上的省長就不像大區主席一般，依照憲法省長權限根本與其他國家難以相比，省長乃依據中央首長之提名，雖有權力但是實質上不過就是中央的委派機關，所以中央具有絕對的權力，如此中央集權的手段也是遏止地方權限過大的方式之一。